# Aeródromo de Markovo
El Aeródromo de Márkovo (en ruso: Аэропорт Марково; ICAO: UHMO; IATA: ), se encuentra 1 km al sur de Márkovo, en el distrito autónomo de Chukotka, Rusia.
El espacio aéreo está controlado desde el FIR de Anádyr (ICAO: UHMA).

## Pista
El aeródromo de Márkovo dispone de una pista de tierra en dirección 09/27 de 2428x25 m. (7966x82 pies).
Es adecuado para ser utilizado por los siguientes tipos de aeronaves : Antonov An-12, Antonov An-24, Antonov An-26 (en invierno Ilyushin Il-76) y clases menores, y todo tipo de helicópteros.

## Aerolíneas y destinos
La compañía ChukotAvia realiza vuelos regulares a Anádyr.